# دانتي سوانسون
دانتي سوانسون (بالإنجليزية: Dante Swanson)‏ مواليد 23 يناير 1981، هو لاعب كرة سلة أمريكي. بدأ مسيرته الاحترافية في سنة 2003. يبلغ طوله 5 قدم 10 بوصة (1.8 م). لعب مع نادي فوتسوافك لكرة السلة ونادي كشالين لكرة السلة في الدوري البولندي لكرة السلة.

## الإنجازات
- كأس بولندا لكرة السلة: 2010